# Presumed Guilty
Presumed Guilty este o compilație realizată de artiști de la casele de discuri Misanthropy Records, Elfenblut și Heroine, ultimele două fiind subsidiare ale Misanthropy Records.
Piesele 3, 6, 7, 9, 11 și 13 apar pentru prima dată pe o înregistrare oficială.
Compilația reprezintă un protest împotriva cenzurii în industria muzicală. Fiecare artist și-a exprimat gândurile în legătură cu această temă în broșura compilației, broșură care include de asemenea și un eseu realizat de Tiziana Stupia, fondatoarea Misanthropy Records.

## Lista pieselor
1. Dream Into Dust - "Stormbringer" (05:51)
2. In The Woods... - "Let There Be More Light" (06:30)
3. Solstice - "The Sleeping Tyrant" (06:11)
4. Hagalaz' Runedance - "The Oath He Swore One Wintersday" (03:45)
5. Primordial - "Journey's End" (08:00)
6. Burzum - "Et hvitt lys over skogen" (09:04)
7. Amber Asylum - "Dreams Of Thee" (03:27)
8. Babylon Whores - "Somniferum" (04:07)
9. Madder Mortem - "These Mortal Sins" (05:05)
10. Mayhem - "Ancient Skin" (04:57)
11. Beyond Dawn - "Need" (05:17)
12. Endura - "Vestigial Horn" (01:49)
13. Aphrodisiac - "Lux Et Tenebrae" (04:09)
14. Monumentum - "The Colour Of Compassion" (07:30)